# Lena Mall

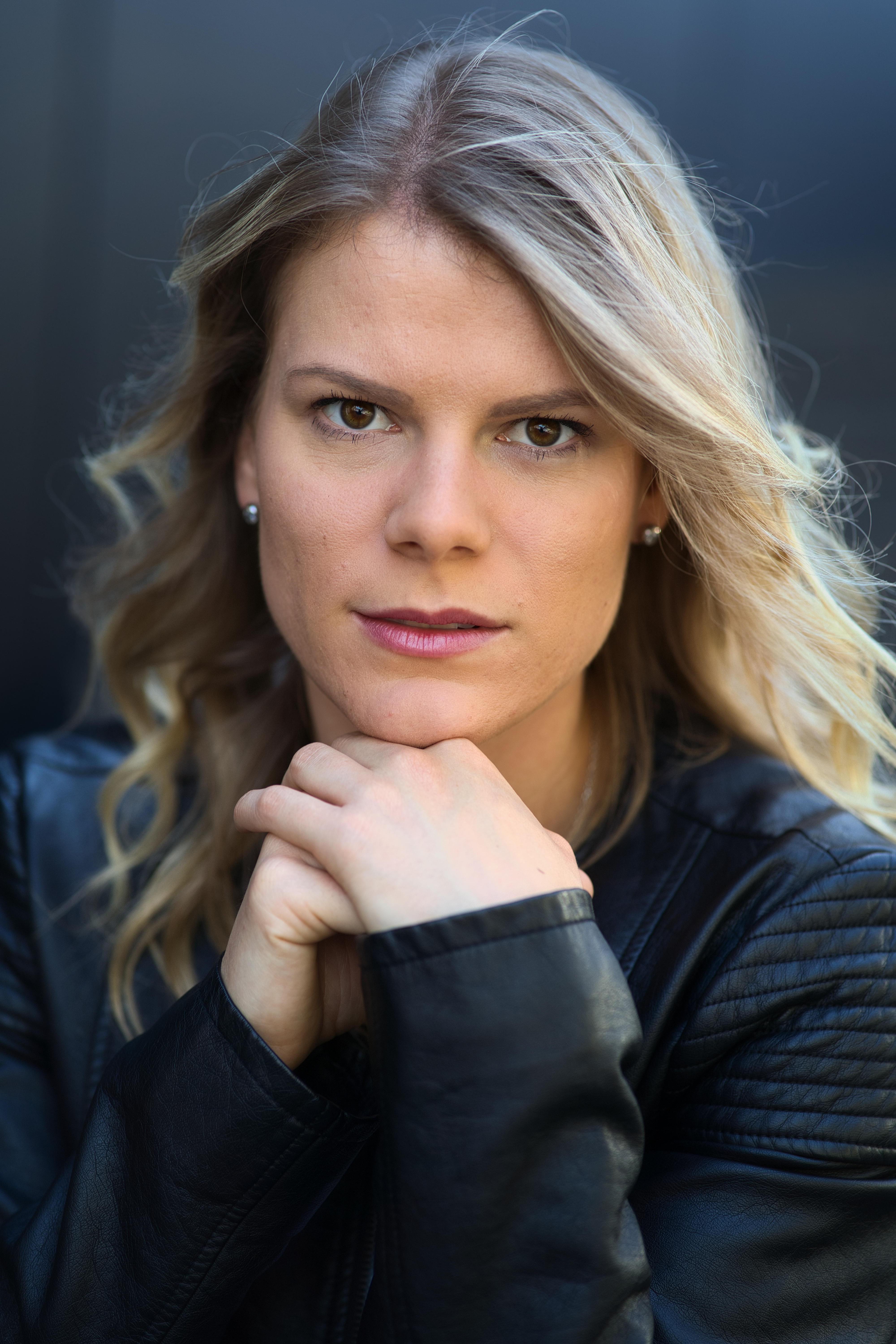
Lena Mall

Lena Mall (* 9. November 1993 in Stuttgart) ist eine deutsche Schauspielerin.

## Leben
Lena Mall wuchs in Beuren in der Nähe von Stuttgart auf.
Von 2015 bis 2018 absolvierte sie eine Schauspielausbildung an der LiveAct Akademie in Stuttgart.
Schon während der Ausbildung war sie an verschiedenen Produktionen beteiligt und war mit ihrem eigenen Theaterstück auf Tournee.
Seit 2020 verkörpert Lena Mall in der Fernsehserie Die Fallers – Die SWR Schwarzwaldserie die Rolle der Susanne Bienzle.

## Filmografie (Auswahl)
- 2017: Zweilandstadt
- 2017: Women in the room
- 2018: Zweilandstadt
- 2018: Maskenwelt
- 2018: Subtile Gewalt
- seit 2020: Die Fallers – Die SWR Schwarzwaldserie

## Theater (Auswahl)
- 2018–2020 Das Kriminal Dinner
- 2017–2019 A Schwätzle mit de Spätzle
- 2017 I’ll Show you
- 2016 Scherben